# Srednje Arto
Srednje Arto – wieś w Słowenii, w gminie Krško. W 2018 roku liczyła 18 mieszkańców.